# جان بلوم (بازیگر)
جان بلوم (انگلیسی: John Bloom؛ ۱۹ فوریهٔ ۱۹۴۴ – ۱۵ ژانویهٔ ۱۹۹۹) بازیگر اهل ایالات متحده آمریکا بود. از فیلم‌هایی که وی در آن نقش داشته‌است، می‌توان به پارتی مجردی، تپه‌ها چشم دارند قسمت دوم و قطار فرار اشاره کرد.